# Psychotria tenuissima
Psychotria tenuissima är en måreväxtart som beskrevs av Ernest Marie Antoine Petit. Psychotria tenuissima ingår i släktet Psychotria och familjen måreväxter. Inga underarter finns listade i Catalogue of Life.